# Пьемонт (Калифорния)
Пьемонт (англ. Piedmont) — город в округе Аламида, штат Калифорния, США, полностью окружён городом Окленд. По состоянию переписи населения США 2020 года в городе проживает 11 270 человек.

Расположение Пьенмонта на картах Калифорнии и Аламиды

## История
В 1907 году среди граждан Пьемонта были проведены два выбора, на обоих из которых узко поддержано решение о том, чтобы Пьемонт стал отдельным городом, а не стал районом в городе Окленд.
Согласно веб-странице города, «В бурные двадцатые Пьемонт был известен как «Город миллионеров», потому что на квадратную милю приходилось больше миллионеров, чем в любом другом городе Соединенных Штатов».
В 2007 году Пьемонт отметил столетие своего основания. Комитет провёл праздничные мероприятия на тропе, проходящей через центр города и обозначающей исторические достопримечательности города. Комитет также создал платформу для городского парада в день независимости.
В августе 2017 года мэр Пьемонта Джеффри Вилер подал в отставку после того, как выяснилось, что он публиковал в Facebook пренебрежительные посты о Black Lives Matter и трансгендерах.

## Демография
| Год переписи                    | Нас.  |  | %±     |
| ------------------------------- | ----- |  | ------ |
| 1890                            | 634   |  | —      |
| 1910                            | 1719  |  | 171,1% |
| 1920                            | 4282  |  | 149,1% |
| 1930                            | 9333  |  | 118%   |
| 1940                            | 9866  |  | 5,7%   |
| 1950                            | 10132 |  | 2,7%   |
| 1960                            | 11117 |  | 9,7%   |
| 1970                            | 10917 |  | −1,8%  |
| 1980                            | 10498 |  | −3,8%  |
| 1990                            | 10602 |  | 1%     |
| 2000                            | 10952 |  | 3,3%   |
| 2010                            | 10667 |  | −2,6%  |
| 2020                            | 11270 |  | 5,7%   |
| 1890–2020 U.S. Decennial Census |       |  |        |

## В популярной культуре
- Город появился в сериале Disney «Гравити Фолз» как родной город главных героев Диппера и Мэйбл Пайнс.